# Gilmer Horna Corrales
Gilmer Wilson Horna Corrales (Santo Tomás, 7 de octubre de 1964) es un político y empresario peruano. Fue gobernador regional de Amazonas durante el periodo 2014-2018 y reelecto en las elecciones del 2022.
Hizo sus estudios primarios en el IE 18190 San Salvador en el distrito de Santo Tomás y los secundarios en el CEBA PM Ruben Darío en Lima.
En 2014 fue elegido gobernador regional de Amazonas en las elecciones regionales y municipales para el periodo 2015–2018 por el movimiento regional Sentimiento Amazonense.

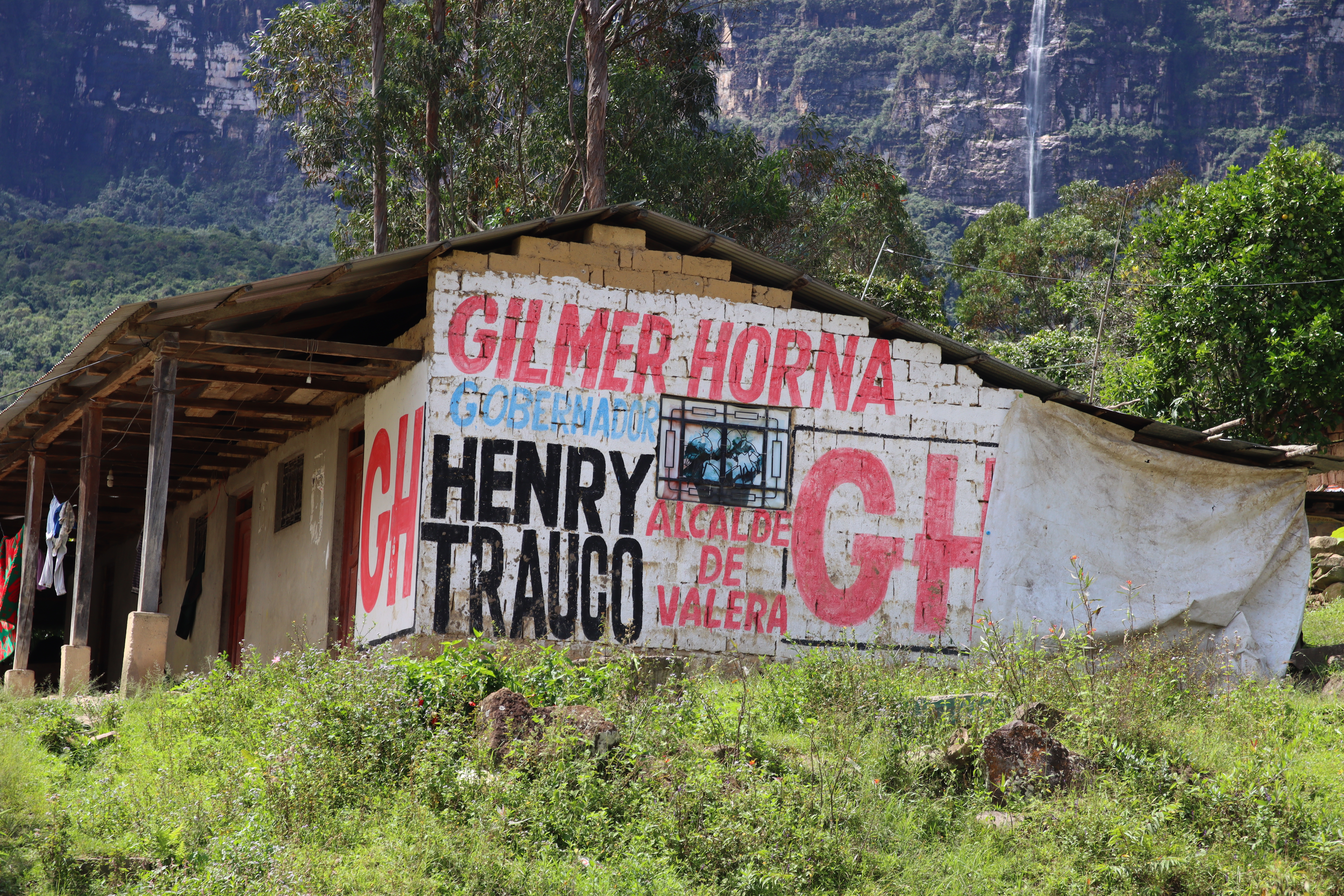
Campaña electoral en Cocachimba, Valera

En el 2022 pasa a segunda vuelta para el cargo de gobernador regional de Amazonas por Sentimiento Amazonense Regional.